# Aegiphila integrifolia
Aegiphila integrifolia là một loài thực vật có hoa trong họ Hoa môi. Loài này được (Jacq.) B.D.Jacks. mô tả khoa học đầu tiên năm 1895.